# Liste der Monuments historiques in Sercus
Die Liste der Monuments historiques in Sercus führt die Monuments historiques in der französischen Gemeinde Sercus auf.

## Liste der Bauwerke
| Bezeichnung                      | Beschreibung | Standort | Kennzeichnung | Schutzstatus          | Datum          | Bild           |
| -------------------------------- | ------------ | -------- | ------------- | --------------------- | -------------- | -------------- |
| Glockenturm der Kirche St-Erasme |              | (Lage)   | PA00107816    | Classé Inscrit Classé | 1913 2014 2015 | weitere Bilder |

## Liste der Objekte
- Monuments historiques (Objekte) in Sercus in der Base Palissy des französischen Kultusministeriums